# Josh Zuckerman
Joshua Ryan "Josh" Zuckerman (Los Altos, California, 1 de abril de 1985) es un actor y escritor estadounidense, conocido por Sex Drive (2008), Austin Powers in Goldmember (2002) y Feast (2005).

## Primeros años
Zuckerman nació y se crio en Stanford, California, en una familia de cinco hijos. Asistió a la escuela primaria Bullis-Purísima. Comenzó a actuar formalmente a la edad de diez años, con una serie de papeles en el Bus Barn Theatre con la compañía Los Altos Youth Theatre. Se mudó a Los Ángeles para seguir una carrera como actor después de terminar el séptimo grado en Egan Junior High School, donde había sido elegido presidente del cuerpo estudiantil.
Asistió a The Buckley School en Sherman Oaks, Los Ángeles, California. En 2003 asistió a la Universidad de Princeton, donde fue miembro de la fraternidad Delta Kappa Epsilon.

## Filmografía
| Año       | Película                     | Rol                      | Notas                                                     |
| --------- | ---------------------------- | ------------------------ | --------------------------------------------------------- |
| 2000      | Get Real                     | Young Andy               | Episodio "The Distance"                                   |
| 2000      | Once and Again               | Toby Porter              | Episodio "Sneaky Feelings" and "Cat-in-Hat"               |
| 2000      | Geppetto                     | Featured                 |                                                           |
| 2000      | Return to the Secret Garden  | Timothie                 |                                                           |
| 2000      | That's Life                  | Eric Feinstein           | Episodio "The Tutor"                                      |
| 2000      | The Amanda Show              |                          | Episodio "Mammal-O's"                                     |
| 2000      | The View from the Swing      | Ben                      |                                                           |
| 2001      | The Myersons                 | Murphy Myerson           |                                                           |
| 2001      | Bette                        | Tim                      | Episode "The Invisible Mom"                               |
| 2001      | Jack & Jill                  | Adam Fickman             | Episodio "Battle of the Bahamas"                          |
| 2001      | The West Wing                | Boy #1 - Billy Fernandez | Episodio "Isaac and Ishmael"                              |
| 2001      | The Ellen Show               | Timmy                    | Episodio "Cathy's Taffy"                                  |
| 2001      | The Nightmare Room           | Jeremy Clark             | Episodio "Four Eyes"                                      |
| 2001      | 'Twas the Night              | Danny Wrigley            |                                                           |
| 2001      | Judging Amy                  | Rob Bird                 | Episodio "Beating the Bounds"                             |
| 2002      | NYPD Blue                    | James 'Swirly' Kilik     | Episodios "Oh, Mama!" and "A Little Dad'll Do Ya"         |
| 2002      | "Lather. Rinse. Repeat"      | Timmy (little boy)       | Cortometraje                                              |
| 2002      | I Was a Teenage Faust        | Brendan Willy            |                                                           |
| 2002      | Austin Powers in Goldmember  | Young Dr. Evil           |                                                           |
| 2004      | Surviving Christmas          | Brian Valco              |                                                           |
| 2005      | Pretty Persuasion            | Josh Horowitz            |                                                           |
| 2005      | House                        | Keen Student             | Episodio "Three Stories"                                  |
| 2005      | Feast                        | Hot Wheels               |                                                           |
| 2006      | The Hottest State            | Decker                   |                                                           |
| 2006      | Standoff                     | Cary Steckler            | Episodio "Peer Group"                                     |
| 2007      | Close to Home                | Ben Murphy               | Episodio "Maternal Instinct"                              |
| 2007      | CSI: Miami                   | Leo Donwell              | Episodios "Internal Affairs", "Broken Home" y "Bloodline" |
| 2007      | Boston Legal                 | Michael Scanlon          | Episodio "Trial of the Century"                           |
| 2007      | Lions for Lambs              | Estudiante               |                                                           |
| 2008      | Sex Drive                    | Ian Lafferty             |                                                           |
| 2008–2009 | Kyle XY                      | Mark Cullin              | 13 Episodios                                              |
| 2009      | "Ceremonies of the Horsemen" | Zerach                   | Cortometraje                                              |
| 2009–2010 | Desperate Housewives         | Eddie Orlofsky           | 11 Episodios                                              |
| 2010      | Ivan's House                 |                          | Cortometraje                                              |
| 2010–2013 | 90210                        | Max Miller               | 33 Episodios                                              |
| 2011      | 2ND Take                     | Ethan                    |                                                           |
| 2011      | Mr. Sunshine                 | Jimmy Lincon             | Episode "Lingerie Football"                               |
| 2011      | The Protector                | Josh Taylor              | Episodio "Wings"                                          |
| 2012      | Breakout Kings               | Rodney Cain              | Episodio "Ain't Love (50) Grand?"                         |
| 2014      | Field of Lost Shoes          | Moses Jacob Ezekiel      |                                                           |
| 2015      | Significant Mother           | Nate Marlowe             |                                                           |
| 2016      | The Big Bang Theory          | Marty                    | Episodio "The Military Miniaturization"                   |
| 2023      | Oppenheimer                  | Giovanni Rossi Lomanitz  |                                                           |
| 2024      | The Tiger's Apprentice       | Rudy                     |                                                           |